# 쌍치중학교
쌍치중학교(雙置中學校)는 대한민국 전북특별자치도 순창군 쌍치면 쌍계리에 있는 공립 중학교이다.

## 학교 연혁
- 1969년 10월 14일 : 쌍치중학교 6학급 설립 인가
- 1970년 3월 10일 : 쌍치중학교 개교
- 1995년 12월 4일 : 본관 신축 준공(교실 6, 관리실 3)
- 1997년 12월 10일 : 다목적 교실 1동 신축 및 주변 포장
- 2022년 9월 1일 : 제18대 손정원 교장 부임
- 2023년 12월 29일 : 제52회 9명 졸업

## 참고 자료
- 쌍치중학교 - 한국교육학술정보원 학교알리미